# Арефьев, Викторин Севастьянович
Викторин Севастьянович Арефьев (1874—1901) — фольклорист, публицист, этнограф, бытописатель Сибири.

## Биография
Из крестьян. Родился в с. Боцманово Балашовского уезда Саратовской губернии (ныне — в Турковском районе Саратовской области). До 1888 года учился в Балашовском духовном училище, которое «не окончил по недостатку средств». Сдал экзамены на аттестат народного учителя. В 1892 году был арестован за революционную пропаганду среди крестьян. В 1893 году выслан в Нижний Новгород, где встречался с В. Г. Короленко и М. Горьким, у которого вызвал «впечатление человека крепкого, решительно идущего к своей цели, влюблённого в песни…». В 1894 году сослан в Вятку. В 1896 году за публикацию революционной прокламации вновь арестован. В 1897 году сослан в Восточную Сибирь. Пользовался уважением и симпатией среди политических ссыльных. Живя под надзором в глухих сёлах, Арефьев продолжал начатое ещё в Поволжье и поддержаное М. Горьким собирание и изучение сибирского фольклора и этнографического материала: «Новые народные песни. Деревенские думы и дела» 1893), «Крестьянские вечерки в Енисейском округе» (1898), «Очерки захолустной жизни» (1898), «Письма с Ангары» (1899), «На Восток! Письма с дороги» (1900), «О прошлом и настоящем ангарских аборигенов» (1900), исторический очерк «М. В. Буташевич-Петрашевский в Сибири» (1902), «Енисейские инородцы» (1902). Арефьев записал и опубликовал десятки народных песен, обрядов, поверий, легенд. Книга «Описание Сибири. очерки для народного чтения», изданная в Томске (1900―1901) ― своего рода энциклопедия Зауралья.
В конце 1900 года вернулся в Саратовскую губернию. Умер в возрасте 27 лет в с. Турки Балашовского уезда Саратовской губернии. По поводу ранней кончины Арефьева газета «Искра» писала, что русская революционная партия понесла «несомненную утрату».